# إدوين تشارلز بارسونز
إدوين تشارلز بارسونز (بالإنجليزية: Edwin C. Parsons)‏ هو كاتب وضابط أمريكي، ولد في 24 سبتمبر 1892 في هوليوك في الولايات المتحدة، وتوفي في 2 مايو 1968 في ساراسوتا في الولايات المتحدة.